# The Ultimate Fighter
The Ultimate Fighter es un reality de televisión estadounidense basado en una competición de artes marciales mixtas (AMM) de la empresa Ultimate Fighting Championship (UFC). Se emitió en Spike TV (2005-2011), FX (2012-2013) y Fox Sports 1 (2013-2018), y actualmente se emite en UFC Fight Pass desde 2014.
El espectáculo cuenta con peleadores profesionales de AMM que viven juntos en Las Vegas, Nevada, donde entrenan y compiten entre sí por un contrato con la UFC. La serie se estrenó el 17 de enero de 2005, con su primer episodio, The Quest Begins. El histórico Forrest Griffin vs. Stephan Bonnar de la primera temporada atrajo a millones de espectadores a la serie y lanzó el deporte en la corriente principal. Debido a este éxito, The Ultimate Fighter fue considerado como fundamental para la supervivencia y expansión de la UFC y de las artes marciales mixtas. Muchos luchadores de UFC actuales y pasados son exalumnos de la muestra, con algunos de sus competidores llegándose a convertir en entrenadores de las próximas temporadas. 
Ha sido objeto de múltiples cambios de formato desde su creación, incluyendo la introducción de la pelea comodín (wildcard bout). Muchos ganadores han llegado a competir por el campeonato, con algunos convirtiéndose en campeones.

## Historia
The Ultimate Fighter fue originalmente una serie de experimentos financiados por los propietarios de la Ultimate Fighting Championship (UFC), Lorenzo y Frank Fertitta. La serie fue transmitida por Spike TV de forma gratuita como una medida de último recurso para ganar exposición de corriente para las artes marciales mixtas (AMM). Transmitido después del buque insignia World Wrestling Entertainment (WWE), el episodio del debut de The Ultimate Fighter fue capaz de obtener un 57% de tasa de retención en los espectadores de WWE Raw, que era el doble de la tarifa normal para Spike TV.
La final en vivo de la primera temporada vio la histórica pelea entre Forrest Griffin vs. Stephan Bonnar. Ahora ampliamente considerada como la pelea más influyente en la historia de MMA, la pelea se llevó a cabo en lo que fue el primer evento de MMA en la televisión en vivo y gratis. La pelea terminó en una victoria por decisión unánime sobre Griffin y condujo a la renovación del show en Spike TV. En relación con el éxito, el presidente de UFC, Dana White, dijo: "Es increíble pensar.... lo cerca que estuvimos de no estar aquí hoy. Si no fuera por lo que estos chicos hicieron, yo no sé si habría siquiera existido un UFC. Nunca olvidaré a estos chicos. Nunca".
La renovación de la serie vio a UFC producir dos series más, antes de las renovaciones posteriores. Con el fin de obtener más atención para el deporte, The Ultimate Fighter utilizó trucos: un ejemplo notable, en la novena temporada, se usó el tema de país contra país, con los Estados Unidos compitiendo contra el Reino Unido. Estos trucos permitieron a la UFC atraer a los fanes que habían sido recientemente introducidos en el deporte durante la emisión de eventos en el mercado europeo. The Ultimate Fighter también señaló cifras récord de audiencia en Spike TV cuando la sensación de YouTube, Kimbo Slice, participó en la décima temporada. Slice peleó contra el veterano Roy Nelson, cuya pelea atrajo a los espectadores al deporte, atrayendo una audiencia de 6,1 millones de dólares, convirtiéndose en una de las peleas de MMA más vistas en la historia.
En agosto de 2011, después de una carrera muy exitosa en Spike y con el anuncio inminente de la nueva relación de la UFC con FOX, los funcionarios de Spike hicieron una declaración en relación con el final de su asociación con la UFC: "La temporada de The Ultimate Fighter 14 en septiembre será la última... Nuestros 6 años de colaboración con la UFC han sido muy beneficiosos en la construcción de nuestras dos marcas, y les deseamos todo lo mejor en el futuro".
Como parte de un acuerdo con FOX, The Ultimate Fighter comenzó a transmitirse en el canal FX en la primavera de 2012. Desde septiembre de 2013, la serie se retransmite por el nuevo canal de deportes Fox Sports 1.

## Temporadas
| Temporada y fecha de emisión                                                                         | Entrenadores y colores                   | Categoría                                    | Ganador(es)                      | Finalista(s)                           |
| --- | ---------------------------------------- | -------------------------------------------- | -------------------------------- | -------------------------------------- |
| The Ultimate Fighter 1 17 de enero de 2005 – 9 de abril de 2005                                      | Chuck Liddell Randy Couture              | Peso medio Peso semipesado                   | Diego Sánchez Forrest Griffin    | Kenny Florian Stephan Bonnar           |
| The Ultimate Fighter 2 22 de agosto de 2005 – 5 de noviembre de 2005                                 | Matt Hughes Rich Franklin                | Peso wélter Peso pesado                      | Joe Stevenson Rashad Evans       | Luke Cummo Brad Imes                   |
| The Ultimate Fighter 3 6 de abril de 2006 – 24 de junio de 2006                                      | Tito Ortiz Ken Shamrock                  | Peso medio Peso semipesado                   | Kendall Grove Michael Bisping    | Ed Herman Josh Haynes                  |
| The Ultimate Fighter 4: The Comeback 17 de agosto de 2006 – 11 de noviembre de 2006                  | Team Mojo Team No Love                   | Peso wélter Peso medio                       | Matt Serra Travis Lutter         | Chris Lytle Patrick Côté               |
| The Ultimate Fighter 5 5 de abril de 2007 – 23 de junio de 2007                                      | Jens Pulver B.J. Penn                    | Peso ligero                                  | Nate Diaz                        | Manny Gamburyan                        |
| The Ultimate Fighter: Team Hughes vs. Team Serra 19 de septiembre de 2007 – 8 de diciembre de 2007   | Matt Hughes Matt Serra                   | Peso wélter                                  | Mac Danzig                       | Tommy Speer                            |
| The Ultimate Fighter: Team Rampage vs. Team Forrest 2 de abril de 2008 – 21 de junio de 2008         | Quinton Jackson Forrest Griffin          | Peso medio                                   | Amir Sadollah                    | C.B. Dollaway                          |
| The Ultimate Fighter: Team Nogueira vs. Team Mir 17 de septiembre de 2008 – 13 de diciembre de 2008  | Antônio Rodrigo Nogueira Frank Mir       | Peso ligero Peso semipesado                  | Efraín Escudero Ryan Bader       | Phillipe Nover Vinny Magalhães         |
| The Ultimate Fighter: United States vs. United Kingdom 1 de abril de 2009 – 20 de junio de 2009      | Dan Henderson Michael Bisping            | Peso ligero Peso wélter                      | Ross Pearson James Wilks         | Andre Winner DaMarques Johnson         |
| The Ultimate Fighter: Heavyweights 16 de septiembre de 2009 – 5 de diciembre de 2009                 | Quinton Jackson Rashad Evans             | Peso pesado                                  | Roy Nelson                       | Brendan Schaub                         |
| The Ultimate Fighter: Team Liddell vs. Team Ortiz 31 de marzo de 2010 – 19 de junio de 2010          | Chuck Liddell Tito Ortiz                 | Peso medio                                   | Court McGee                      | Kris McCray                            |
| The Ultimate Fighter: Team GSP vs. Team Koscheck 15 de septiembre de 2010 – 4 de diciembre de 2010   | Georges St-Pierre Josh Koscheck          | Peso ligero                                  | Jonathan Brookins                | Michael Johnson                        |
| The Ultimate Fighter: Team Lesnar vs. Team dos Santos 30 de marzo de 2011 – 4 de junio de 2011       | Brock Lesnar Júnior dos Santos           | Peso wélter                                  | Tony Ferguson                    | Ramsey Nijem                           |
| The Ultimate Fighter: Team Bisping vs. Team Miller 21 de septiembre de 2011 – 3 de diciembre de 2011 | Michael Bisping Jason Miller             | Peso gallo Peso pluma                        | John Dodson Diego Brandão        | T.J. Dillashaw Dennis Bermúdez         |
| The Ultimate Fighter: Live 9 de marzo de 2012 – 1 de junio de 2012                                   | Dominick Cruz Urijah Faber               | Peso ligero                                  | Michael Chiesa                   | Al Iaquinta                            |
| The Ultimate Fighter: Brazil 25 de marzo de 2012 – 23 de junio de 2012                               | Vitor Belfort Wanderlei Silva            | Peso pluma Peso medio                        | Rony Jason Cezar Ferreira        | Godofredo Castro Sergio Moraes         |
| The Ultimate Fighter: Team Carwin vs. Team Nelson 14 de septiembre de 2012 – 15 de diciembre de 2012 | Shane Carwin Roy Nelson                  | Peso wélter                                  | Colton Smith                     | Mike Ricci                             |
| The Ultimate Fighter: The Smashes 19 de septiembre de 2012 – 14 de diciembre de 2012                 | Ross Pearson George Sotiropoulos         | Peso ligero Peso wélter                      | Norman Parke Robert Whittaker    | Colin Fletcher Brad Scott              |
| The Ultimate Fighter: Team Jones vs. Team Sonnen 22 de enero de 2013 – 13 de abril de 2013           | Jon Jones Chael Sonnen                   | Peso medio                                   | Kelvin Gastelum                  | Uriah Hall                             |
| The Ultimate Fighter: Brazil 2 17 de marzo de 2013 – 8 de junio de 2013                              | Antônio Rodrigo Nogueira Fabrício Werdum | Peso wélter                                  | Leonardo Santos                  | William Macario                        |
| The Ultimate Fighter: Team Rousey vs. Team Tate 4 de septiembre de 2013 – 30 de noviembre de 2013    | Ronda Rousey Miesha Tate                 | Peso gallo masculino Peso gallo femenino     | Chris Holdsworth Julianna Peña   | David Grant Jessica Rakoczy            |
| The Ultimate Fighter: China 7 de diciembre de 2013 – 1 de marzo de 2014                              | Tiequan Zhang Hailin Ao                  | Peso pluma Peso wélter                       | Ning Guangyou Zhang Lipeng       | Jianping Yang Wang Sai                 |
| The Ultimate Fighter Nations: Canada vs. Australia 15 de enero de 2014 – 16 de abril de 2014         | Patrick Côté Kyle Noke                   | Peso wélter Peso medio                       | Chad Laprise Elias Theodorou     | Olivier Aubin-Mercier Sheldon Westcott |
| The Ultimate Fighter: Brazil 3 9 de marzo de 2014 – 31 de mayo de 2014                               | Wanderlei Silva Chael Sonnen             | Peso medio Peso pesado                       | Warlley Alves Antônio Carlos Jr. | Márcio Alexandre Jr. Vitor Miranda     |
| The Ultimate Fighter: Team Edgar vs. Team Penn 16 de abril de 2014 – 6 de julio de 2014              | Frankie Edgar B.J. Penn                  | Peso medio Peso semipesado                   | Eddie Gordon Corey Anderson      | Dhiego Lima Matt van Buren             |
| The Ultimate Fighter: Latin America 20 de agosto de 2014 – 15 de noviembre de 2014                   | Caín Velásquez Fabrício Werdum           | Peso gallo Peso pluma                        | Alejandro Pérez Yair Rodríguez   | José Quiñonez Leonardo Morales         |
| The Ultimate Fighter: A Champion Will be Crowned 10 de septiembre de 2014 – 12 de diciembre de 2014  | Anthony Pettis Gilbert Meléndez          | Peso paja femenino                           | Carla Esparza                    | Rose Namajunas                         |
| The Ultimate Fighter: Brazil 4 5 de abril de 2015 – 1 de agosto de 2015                              | Anderson Silva Maurício Rua              | Peso gallo Peso pluma                        | Reginaldo Vieira Glaico França   | Dileno Lopes Fernando Bruno            |
| The Ultimate Fighter: American Top Team vs. Blackzilians 22 de abril de 2015 – 12 de julio de 2015   | American Top Team Blackzilians           | Peso wélter                                  | Kamaru Usman American Top Team   | Hayder Hassan Blackzilians             |
| The Ultimate Fighter: Latin America 2 26 de agosto de 2015 – 21 de noviembre de 2015                 | Kelvin Gastelum Efraín Escudero          | Peso ligero Peso wélter                      | Enrique Barzola Erick Montaño    | Horacio Gutiérrez Enrique Marín        |
| The Ultimate Fighter: Team McGregor vs. Team Faber 9 de septiembre de 2015 – 11 de diciembre de 2015 | Conor McGregor Urijah Faber              | Peso ligero                                  | Ryan Hall                        | Artem Lobov                            |
| The Ultimate Fighter: Team Joanna vs. Team Cláudia 20 de abril de 2016 – 6 de julio de 2016          | Joanna Jędrzejczyk Cláudia Gadelha       | Peso semipesado masculino Peso paja femenino | Andrew Sánchez Tatiana Suárez    | Khalil Rountree Amanda Cooper          |
| The Ultimate Fighter: Latin America 3 20 de agosto de 2016 – 5 de noviembre de 2016                  | Chuck Liddell Forrest Griffin            | Peso ligero                                  | Martín Bravo                     | Claudio Puelles                        |
| The Ultimate Fighter: Tournament of Champions 30 de agosto de 2016 – 3 de diciembre de 2016          | Joseph Benavidez Henry Cejudo            | Peso mosca                                   | Tim Elliott                      | Hiromasa Ogikubo                       |
| The Ultimate Fighter: Redemption 19 de abril de 2017 – 5 de julio de 2017                            | Cody Garbrandt T.J. Dillashaw            | Peso wélter                                  | Jesse Taylor                     | Dhiego Lima                            |
| The Ultimate Fighter: A New World Champion 30 de agosto de 2017 – 1 de diciembre de 2017             | Eddie Alvarez Justin Gaethje             | Peso mosca femenino                          | Nicco Montaño                    | Roxanne Modafferi                      |
| The Ultimate Fighter: Undefeated 18 de abril de 2018 – 6 de julio de 2018                            | Stipe Miočić Daniel Cormier              | Peso pluma Peso ligero                       | Brad Katona Mike Trizano         | Jay Cucciniello Joe Giannetti          |
| The Ultimate Fighter: Heavy Hitters 29 de agosto de 2018 – 30 de noviembre de 2018                   | Robert Whittaker Kelvin Gastelum         | Peso pesado Peso paja femenino               | Juan Espino Macy Chiasson        | Justin Frazier Pannie Kianzad          |

1. ↑  Para esta temporada, tanto entrenadores, instructores como los peleadores de UFC actuaron como asesores.
2. ↑  Ortiz fue reemplazado en el episodio final por Rich Franklin.
3. ↑  Daniel Sarafian estaba programado para ser parte de la final, pero se lesionó y fue sustituido por Sergio Moraes.
4. ↑  Santiago Ponzinibbio estaba programado para ser parte de la final, pero se lesionó y fue sustituido por Leonardo Santos.
5. ↑  Para esta temporada Cung Le ejerció como mentor y entrenador jefe.
6. ↑  Hailin Ao dejó el programa en el cuarto episodio debido a razones personales. No fue reemplazado y su personal se hizo cargo de sus funciones.
7. ↑  Antônio Rodrigo Nogueira sustituyó a Silva en el tercer episodio al conocerse el positivo de Silva por sustancias prohibidas en su combate de UFC 183.
8. ↑  Primera temporada en la que dos gimnasios se enfrentan entre sí.

## Enfrentamientos entre entrenadores
| Temporada     | Evento                               | Ganador            | Perdedor                 | Método                              | Notas                                                            |
| ------------- | ------------------------------------ | ------------------ | ------------------------ | ----------------------------------- | ---------------------------------------------------------------- |
| 1             | UFC 52: Couture vs. Liddell 2        | Chuck Liddell      | Randy Couture            | KO (golpe)                          | Liddell ganó el Campeonato de Peso Semipesado de UFC.            |
| 3             | UFC 61: Bitter Rivals                | Tito Ortiz         | Ken Shamrock             | TKO (golpes)                        | Revancha 3 meses más tarde.                                      |
| 5             | The Ultimate Fighter 5 Finale        | B.J. Penn          | Jens Pulver              | Sumisión (rear-naked choke)         |                                                                  |
| 6             | UFC 98: Evans vs. Machida            | Matt Hughes        | Matt Serra               | Decisión (unánime)                  |                                                                  |
| 7             | UFC 86: Jackson vs. Griffin          | Forrest Griffin    | Quinton Jackson          | Decisión (unánime)                  | Griffin ganó el Campeonato de Peso Semipesado de UFC.            |
| 8             | UFC 92: The Ultimate 2008            | Frank Mir          | Antônio Rodrigo Nogueira | TKO (golpes)                        | Mir ganó el Campeonato Interino de Peso Pesado de UFC.           |
| 9             | UFC 100                              | Dan Henderson      | Michael Bisping          | KO (golpe)                          |                                                                  |
| 10            | UFC 114: Rampage vs. Evans           | Rashad Evans       | Quinton Jackson          | Decisión (unánime)                  |                                                                  |
| 11            | UFC 115: Liddell vs. Franklin        | Rich Franklin      | Chuck Liddell            | KO (golpe)                          | Franklin reemplazó a Ortiz como entrenador en el episodio final. |
| 12            | UFC 124: St-Pierre vs. Koscheck 2    | Georges St-Pierre  | Josh Koscheck            | Decisión (unánime)                  | St-Pierre retuvo el campeonato de peso wélter de UFC.            |
| 14            | The Ultimate Fighter 14 Finale       | Michael Bisping    | Jason Miller             | TKO (rodillazos al cuerpo y golpes) |                                                                  |
| Smashes       | UFC on FX: Sotiropoulos vs. Pearson  | Ross Pearson       | George Sotiropoulos      | TKO (golpes)                        |                                                                  |
| 17            | UFC 159: Jones vs. Sonnen            | Jon Jones          | Chael Sonnen             | TKO (codazos y golpes)              | Jones retuvo el Campeonato de Peso Semipesado de UFC.            |
| Brazil 2      | UFC on Fuel TV: Nogueira vs. Werdum  | Fabrício Werdum    | Antônio Rodrigo Nogueira | Sumisión (armbar)                   |                                                                  |
| 18            | UFC 168: Weidman vs. Silva 2         | Ronda Rousey       | Miesha Tate              | Sumisión (armbar)                   | Rousey retuvo el Campeonato de Peso Gallo de Mujeres de UFC.     |
| Nations       | UFC Fight Night: Bisping vs. Kennedy | Patrick Côté       | Kyle Noke                | Decisión (unánime)                  |                                                                  |
| 19            | The Ultimate Fighter 19 Finale       | Frankie Edgar      | B.J. Penn                | TKO (golpes)                        |                                                                  |
| 20            | UFC 181: Hendricks vs. Lawler 2      | Anthony Pettis     | Gilbert Meléndez         | Sumisión (guillotine choke)         | Pettis retuvo el Campeonato de Peso Ligero de UFC.               |
| Latin America | UFC 188: Velasquez vs. Werdum        | Fabrício Werdum    | Caín Velásquez           | Sumisión (guillotine choke)         | Werdum ganó y unificó el Campeonato de Peso Pesado de UFC.       |
| 23            | The Ultimate Fighter 23 Finale       | Joanna Jędrzejczyk | Cláudia Gadelha          | Decisión (unánime)                  | Jędrzejczyk retuvo el Campeonato de Peso Paja de Mujeres de UFC. |
| 24            | The Ultimate Fighter 24 Finale       | Joseph Benavidez   | Henry Cejudo             | Decisión (unánime)                  |                                                                  |
| 25            | UFC 217: Bisping vs. St-Pierre       | T.J. Dillashaw     | Cody Garbrandt           | KO (golpes)                         | Dillashaw ganó el Campeonato de Peso Gallo de UFC.               |
| 26            | UFC 218: Holloway vs. Aldo 2         | Eddie Alvarez      | Justin Gaethje           | TKO (golpes y rodillazos)           |                                                                  |
| 27            | UFC 226: Miocic vs. Cormier          | Daniel Cormier     | Stipe Miočić             | KO (golpes)                         | Cormier ganó el Campeonato de Peso Pesado de UFC.                |

## Enfrentamientos entre ganadores
| Peleador           | Temporada      |            | Peleador         | Temporada      | Evento       |
| ------------------ | -------------- | ---------- | ---------------- | -------------- | ------------ |
| Rashad Evans       | 2.ª temporada  | derrota a  | Michael Bisping  | 3.ª temporada  | UFC 78       |
| Rashad Evans       | 2.ª temporada  | derrota a  | Forrest Griffin  | 1.ª temporada  | UFC 92       |
| Diego Sánchez      | 1.ª temporada  | derrota a  | Joe Stevenson    | 2.ª temporada  | UFC 95       |
| Joe Stevenson      | 2.ª temporada  | derrota a  | Nate Diaz        | 5.ª temporada  | TUF 9 Finale |
| Mac Danzig         | 6.ª temporada  | derrota a  | Joe Stevenson    | 2.ª temporada  | UFC 124      |
| Mac Danzig         | 6.ª temporada  | derrota a  | Efraín Escudero  | 8.ª temporada  | UFC 145      |
| Robert Whittaker   | Smashes        | derrota a  | Colton Smith     | 16.ª temporada | UFC 160      |
| Court McGee        | 11.ª temporada | derrota a  | Robert Whittaker | Smashes        | UFC FN 27    |
| Michael Chiesa     | 15.ª temporada | derrota a  | Colton Smith     | 16.ª temporada | UFC FN 31    |
| Norman Parke       | Smashes        | empata con | Leonardo Santos  | Brazil 2       | UFC FN 38    |
| Diego Sánchez      | 1.ª temporada  | derrota a  | Ross Pearson     | 9.ª temporada  | UFC FN 42    |
| Leonardo Santos    | Brazil 2       | derrota a  | Efraín Escudero  | 8.ª temporada  | UFC FN 51    |
| Antônio Carlos Jr. | Brazil 3       | derrota a  | Eddie Gordon     | 19.ª temporada | UFC FN 70    |
| Ryan Bader         | 8.ª temporada  | derrota a  | Rashad Evans     | 2.ª temporada  | UFC 192      |
| Ross Pearson       | 9.ª temporada  | derrota a  | Chad Laprise     | Nations        | UFC FN 85    |
| Kamaru Usman       | 21.ª temporada | derrota a  | Warlley Alves    | Brazil 3       | UFC FN 100   |
| Elias Theodorou    | Nations        | derrota a  | Cezar Ferreira   | Brazil 1       | UFC FN 105   |
| Kelvin Gastelum    | 17.ª temporada | derrota a  | Michael Bisping  | 3.ª temporada  | UFC FN 122   |

## Impacto

### Post-espectáculo
The Ultimate Fighter ha creado muchos luchadores exitosos. A partir de octubre de 2016, cinco hombres y una mujer han ganado títulos de la UFC, aunque solo dos de ellos han defendido con éxito su título. Sin embargo, algunos combatientes también han tenido éxito en el mundo de World Extreme Cagefighting (WEC) o Strikeforce.

Sesión 1
| Resultado | Competidor TUF   | Oponente          | Método                      | Evento                            | Fecha                   | Notas                                                          |
| --------- | ---------------- | ----------------- | --------------------------- | --------------------------------- | ----------------------- | -------------------------------------------------------------- |
| Derrota   | Nate Quarry      | Rich Franklin     | KO (golpe)                  | UFC 56                            | 19 de noviembre de 2005 | Por el Campeonato de Peso Medio de UFC.                        |
| Victoria  | Lodune Sincaid   | Dan Molina        | Sumisión (rear-naked choke) | WEC 20                            | 5 de mayo de 2006       | Por el Campeonato vacante de Peso Semipesado de WEC.           |
| Derrota   | Lodune Sincaid   | Doug Marshall     | TKO (golpes)                | WEC 23                            | 17 de agosto de 2006    | Perdió el Campeonato de Peso Semipesado de WEC.                |
| Derrota   | Kenny Florian    | Sean Sherk        | Decisión (unánime)          | UFC 64                            | 14 de octubre de 2006   | Por el Campeonato vacante de Peso Ligero de UFC.               |
| Victoria  | Bobby Southworth | Vernon White      | Decisión (unánime)          | Strikeforce: Triple Threat        | 8 de diciembre de 2006  | Por el Campeonato inaugural de Peso Semipesado de Strikeforce. |
| Victoria  | Bobby Southworth | Anthony Ruiz      | Decisión (unánime)          | Strikeforce: Melendez vs. Thomson | 27 de junio de 2008     | Defendió el Campeonato de Peso Semipesado de Strikeforce.      |
| Victoria  | Forrest Griffin  | Quinton Jackson   | Decisión (unánime)          | UFC 86                            | 5 de julio de 2008      | Por el Campeonato de Peso Semipesado de UFC.                   |
| Derrota   | Bobby Southworth | Renato Sobral     | TKO (corte)                 | Strikeforce: Destruction          | 21 de noviembre de 2008 | Perdió el Campeonato de Peso Semipesado de Strikeforce.        |
| Derrota   | Forrest Griffin  | Rashad Evans      | TKO (golpes)                | UFC 92                            | 27 de diciembre de 2008 | Perdió el Campeonato de Peso Semipesado de UFC.                |
| Derrota   | Kenny Florian    | B.J. Penn         | Sumisión (rear-naked choke) | UFC 101                           | 8 de agosto de 2009     | Por el Campeonato de Peso Ligero de UFC.                       |
| Derrota   | Diego Sánchez    | B.J. Penn         | TKO (corte)                 | UFC 107                           | 12 de diciembre de 2009 | Por el Campeonato de Peso Ligero de UFC.                       |
| Derrota   | Josh Koscheck    | Georges St-Pierre | Decisión (unánime)          | UFC 124                           | 11 de diciembre de 2010 | Por el campeonato de peso wélter de UFC.                       |
| Derrota   | Kenny Florian    | José Aldo         | Decisión (unánime)          | UFC 136                           | 8 de octubre de 2011    | Por el Campeonato de Peso Pluma de UFC.                        |

Sesión 2
| Resultado | Competidor TUF | Oponente        | Método                      | Evento                            | Fecha                   | Notas                                            |
| --------- | -------------- | --------------- | --------------------------- | --------------------------------- | ----------------------- | ------------------------------------------------ |
| Derrota   | Joe Stevenson  | B.J. Penn       | Sumisión (rear-naked choke) | UFC 80                            | 19 de enero de 2008     | Por el Campeonato vacante de Peso Ligero de UFC. |
| Victoria  | Rashad Evans   | Forrest Griffin | TKO (golpes)                | UFC 92                            | 27 de diciembre de 2008 | Por el Campeonato de Peso Semipesado de UFC.     |
| Derrota   | Rashad Evans   | Lyoto Machida   | KO (golpes)                 | UFC 98                            | 23 de mayo de 2009      | Perdió el Campeonato de Peso Semipesado de UFC.  |
| Derrota   | Keith Jardine  | Luke Rockhold   | TKO (golpes)                | Strikeforce: Rockhold vs. Jardine | 7 de enero de 2012      | Por el Campeonato de Peso Medio de Strikeforce.  |
| Derrota   | Rashad Evans   | Jon Jones       | Decisión (unánime)          | UFC 145                           | 21 de abril de 2012     | Por el Campeonato de Peso Semipesado de UFC.     |

Sesión 3
| Resultado | Competidor TUF  | Oponente          | Método                              | Evento  | Fecha                  | Notas                                        |
| --------- | --------------- | ----------------- | ----------------------------------- | ------- | ---------------------- | -------------------------------------------- |
| Victoria  | Michael Bisping | Luke Rockhold     | KO (golpes)                         | UFC 199 | 4 de junio de 2016     | Por el Campeonato de Peso Medio de UFC.      |
| Victoria  | Michael Bisping | Dan Henderson     | Decisión (unánime)                  | UFC 204 | 8 de octubre de 2016   | Defendió el Campeonato de Peso Medio de UFC. |
| Derrota   | Michael Bisping | Georges St-Pierre | Sumisión técnica (rear-naked choke) | UFC 217 | 4 de noviembre de 2017 | Perdió el Campeonato de Peso Medio de UFC.   |

Sesión 4
| Resultado | Competidor TUF | Oponente          | Método                     | Evento | Fecha                 | Notas                                       |
| --------- | -------------- | ----------------- | -------------------------- | ------ | --------------------- | ------------------------------------------- |
| Victoria  | Matt Serra     | Georges St-Pierre | TKO (golpes)               | UFC 69 | 7 de abril de 2007    | Por el campeonato de peso wélter de UFC.    |
| Derrota   | Matt Serra     | Georges St-Pierre | TKO (rodillazos al cuerpo) | UFC 83 | 19 de abril de 2008   | Perdió el Campeonato de Peso Wélter de UFC. |
| Derrota   | Patrick Côté   | Anderson Silva    | TKO (lesión en la rodilla) | UFC 90 | 25 de octubre de 2008 | Por el Campeonato de Peso Medio de UFC.     |

Sesión 5
| Resultado | Competidor TUF   | Oponente         | Método             | Evento       | Fecha                    | Notas                                    |
| --------- | ---------------- | ---------------- | ------------------ | ------------ | ------------------------ | ---------------------------------------- |
| Derrota   | Manvel Gamburyan | José Aldo        | KO (golpes)        | WEC 51       | 30 de septiembre de 2010 | Por el Campeonato de Peso Pluma de UFC.  |
| Empate    | Gray Maynard     | Frankie Edgar    | Empate (dividido)  | UFC 125      | 1 de enero de 2011       | Por el Campeonato de Peso Ligero de UFC. |
| Derrota   | Gray Maynard     | Frankie Edgar    | KO (golpes)        | UFC 136      | 8 de octubre de 2011     | Por el Campeonato de Peso Ligero de UFC. |
| Derrota   | Nate Diaz        | Benson Henderson | Decisión (unánime) | UFC on Fox 5 | 8 de diciembre de 2012   | Por el Campeonato de Peso Ligero de UFC. |

Sesión 13
| Resultado | Competidor TUF | Oponente  | Método             | Evento  | Fecha                | Notas                                             |
| --------- | -------------- | --------- | ------------------ | ------- | -------------------- | ------------------------------------------------- |
| Victoria  | Tony Ferguson  | Kevin Lee | Decisión (unánime) | UFC 216 | 7 de octubre de 2017 | Por el Campeonato interino de Peso Ligero de UFC. |

Sesión 14
| Resultado | Competidor TUF | Oponente           | Método                            | Evento             | Fecha                   | Notas                                        |
| --------- | -------------- | ------------------ | --------------------------------- | ------------------ | ----------------------- | -------------------------------------------- |
| Derrota   | John Dodson    | Demetrious Johnson | Decisión (unánime)                | UFC on Fox 6       | 26 de enero de 2013     | Por el Campeonato de Peso Mosca de UFC.      |
| Victoria  | T.J. Dillashaw | Renan Barão        | TKO (patada a la cabeza y golpes) | UFC 173            | 24 de mayo de 2014      | Por el Campeonato de Peso Gallo de UFC.      |
| Victoria  | T.J. Dillashaw | Joe Soto           | KO (patada a la cabeza y golpes)  | UFC 177            | 30 de agosto de 2014    | Defendió el Campeonato de Peso Gallo de UFC. |
| Victoria  | T.J. Dillashaw | Renan Barão        | TKO (golpes)                      | UFC on Fox 16      | 25 de julio de 2015     | Defendió el Campeonato de Peso Gallo de UFC. |
| Derrota   | John Dodson    | Demetrious Johnson | Decisión (unánime)                | UFC 191            | 5 de septiembre de 2015 | Por el Campeonato de Peso Mosca de UFC.      |
| Derrota   | T.J. Dillashaw | Dominick Cruz      | Decisión (dividida)               | UFC Fight Night 81 | 17 de enero de 2016     | Perdió el Campeonato de Peso Gallo de UFC.   |
| Victoria  | T.J. Dillashaw | Cody Garbrandt     | KO (golpes)                       | UFC 217            | 4 de noviembre de 2017  | Por el Campeonato de Peso Gallo de UFC.      |

The Smashes
| Resultado | Competidor TUF   | Oponente    | Método             | Evento  | Fecha              | Notas                                            |
| --------- | ---------------- | ----------- | ------------------ | ------- | ------------------ | ------------------------------------------------ |
| Victoria  | Robert Whittaker | Yoel Romero | Decisión (unánime) | UFC 213 | 8 de julio de 2017 | Por el Campeonato interino de Peso Medio de UFC. |

Sesión 18
| Resultado | Competidora TUF    | Oponente           | Método             | Evento                         | Fecha                   | Notas                                                        |
| --------- | ------------------ | ------------------ | ------------------ | ------------------------------ | ----------------------- | ------------------------------------------------------------ |
| Derrota   | Valérie Létourneau | Joanna Jędrzejczyk | Decisión (unánime) | UFC 193                        | 15 de noviembre de 2015 | Por el Campeonato de Peso Paja de Mujeres de UFC.            |
| Derrota   | Roxanne Modafferi  | Nicco Montaño      | Decisión (unánime) | The Ultimate Fighter 26 Finale | 1 de diciembre de 2017  | Por el Campeonato inaugural de Peso Mosca de Mujeres de UFC. |

Sesión 20
| Resultado | Competidora TUF | Oponente           | Método                      | Evento                         | Fecha                   | Notas                                                       |
| --------- | --------------- | ------------------ | --------------------------- | ------------------------------ | ----------------------- | ----------------------------------------------------------- |
| Victoria  | Carla Esparza   | Rose Namajunas     | Sumisión (rear-naked choke) | The Ultimate Fighter 20 Finale | 12 de diciembre de 2014 | Por el Campeonato inaugural de Peso Paja de Mujeres de UFC. |
| Derrota   | Carla Esparza   | Joanna Jędrzejczyk | TKO (golpes)                | UFC 185                        | 14 de marzo de 2015     | Perdió el Campeonato de Peso Paja de Mujeres de UFC.        |
| Derrota   | Jessica Penne   | Joanna Jędrzejczyk | TKO (golpes y rodillazo)    | UFC Fight Night 69             | 20 de junio de 2015     | Por el Campeonato de Peso Paja de Mujeres de UFC.           |
| Victoria  | Rose Namajunas  | Joanna Jędrzejczyk | TKO (golpes)                | UFC 217                        | 4 de noviembre de 2017  | Por el Campeonato de Peso Paja de Mujeres de UFC.           |

Sesión 24
| Resultado | Competidor TUF | Oponente           | Método             | Evento                         | Fecha                  | Notas                                   |
| --------- | -------------- | ------------------ | ------------------ | ------------------------------ | ---------------------- | --------------------------------------- |
| Derrota   | Tim Elliott    | Demetrious Johnson | Decisión (unánime) | The Ultimate Fighter 24 Finale | 3 de diciembre de 2016 | Por el Campeonato de Peso Mosca de UFC. |

Sesión 26
| Resultado | Competidora TUF | Oponente          | Método             | Evento                         | Fecha                  | Notas                                                        |
| --------- | --------------- | ----------------- | ------------------ | ------------------------------ | ---------------------- | ------------------------------------------------------------ |
| Victoria  | Nicco Montaño   | Roxanne Modafferi | Decisión (unánime) | The Ultimate Fighter 26 Finale | 1 de diciembre de 2017 | Por el Campeonato inaugural de Peso Mosca de Mujeres de UFC. |